# Paratype trifera
Paratype trifera är en fjärilsart som beskrevs av Walker 1869. Paratype trifera ingår i släktet Paratype och familjen björnspinnare. Inga underarter finns listade i Catalogue of Life.